# وعاء كرة القدم
وعاء كرة القدم (بالإنجليزية: Soccer Bowl)‏ هي لعبة البطولة السنوية لدوري أمريكا الشمالية لكرة القدم، والتي استمرت من عام 1968 إلى عام 1984. منذ تأسيس الدوري في عام 1968 حتى عام 1974، عُرفت لعبة البطولة (أو السلسلة، كما كانت تُلعب حتى عام 1971) باسم نهائي بطولة دوري أمريكا الشمالية لكرة القدم، وفي عام 1984 تم استبدال اللعبة الفردية بسلسلة من أفضل ثلاث سلاسل معروفة باسم سلسلة وعاء كرة القدم.

## وصلات خارجية
- وعاء كرة القدم على NASL (مؤرشفة، 30 سبتمبر 2013) (بالإنجليزية)